# Ієн Вільямс (тенісист)
Ієн Вільямс (англ. Ian Williams; нар. 6 серпня 1971) — колишній американський тенісист.
Найвищу одиночну позицію світового рейтингу — 638 місце досяг 22 травня 1995, парну — 222 місце — 31 липня 1995 року.

## Фінали ATP Челленджер

### Парний розряд: 1 (1–0)
| Результат | Ранг | Дата     | Турнір        | Покриття | Партнер     | Суперники                      | Рахунок       |
| --------- | ---- | -------- | ------------- | -------- | ----------- | ------------------------------ | ------------- |
| Перемога  | 1.   | Лип 1995 | Кіто, Еквадор | Ґрунт    | Іван Бейрон | Пабло Кампана Ніколас Лапентті | 6–3, 2–6, 6–3 |